# Wendake
Wendake és una reserva índia de la Nació Huron-Wendat, situada en la regió administrativa de la Capitale-Nationale del Quebec. La comunitat és envoltada per la Ciutat de Quebec als límits del barri Loretteville. La reserva, antigament anomenada Poble-Huron o Poble-dels-Hurons, té una superfície d'1,6 km² i és travessada pel riu Sant-Charles, que es diu "Akiawenrahk" en la llengua wendat (català: "Riu a la truita").

## Personatges reconeguts
- Max Gros-Louis, Cap de tribu (1964-1984, 1987-1992, 1994-1996, 2004-2008).